# Замок Винендале
Замок Винендале — замок на воде в Западной Фландрии. Он находится в 3,5 километров от города Торхаут. Вокруг замка находится большой лес. Сейчас замок Винендале представляет собой реконструкцию XIX века. Часть северного крыла датируется XV веком. В самом старом крыле замка живут его владельцы. В другом крыле располагается музей, открытый для туристов.

## Графы Фландрии, XI — XIII век
Первоначальный замок был построен графом Фландрии Робертом I в конце XI века. Тогда замок использовался для проведения военных операций.
В XII и XIII веках графы Фландрии и их приближённые любили охотиться в лесу вокруг замка. В самом замке проводились дипломатические собрания. В 1297 году Ги де Дампьер подписал здесь договор с английским королём Эдуардом I, положивший начало англо-фламандскому политическому союзу.

## Графы Намюра, XIV век
В 1298 году графы Намюра получили замок Винендале по наследству. В 1302 и 1325 годах, во время фламандских восстаний, замок был осажден войсками короля Франции. До 1366 Графы Намюра часто проживали в замке. Вероятно, в этом замке Бланка фон Намюр встретила своего будущего мужа, короля Магнуса Эрикссона из Швеции.

## Герцоги Бургундииигерцоги Клев, XV век
В 1407 году Ян III фон Намюр продал замок герцогу Бургундии Жану II Бесстрашному. Через три года Жан II подарил замок своему зятю Адольфу IV фон Клев.

## Графы Равенстейн, XV — XVI век
В 1463 году замок Винендале стал собственностью графов Равенстейн. Адольф фон Клеве — Равенстейн и его сын Филипп Клев перестроили его в охотничий замок. К ним часто приезжали князья и дворяне. Филипп I Красивый назвал Винендале самым красивым загородным поместьем во Фландрии.
Во время охоты в Винендале в 1482 году погибла герцогиня Мария Бургундская, после того, как её сбросил конь. После её смерти началась война против её супруга, императора Священной Римской империи Максимилиана I. В 1488 году хозяин замка Филипп Клев перешёл на сторону повстанцев. Это стало причиной разрушения замка вражескими войсками. Прекрасные конюшни были сожжены. Но хозяин отреставрировал и расширил замок. Особенно после 1523 года Филипп Клев часто был в Винендале, где он принимал гостей. Когда он умер в 1528 году, была проведена инвентаризация: в замке на тот момент было три этажа и пять комнат.

## Герцоги Клев, XVI век
После 1528 года Замок Винендале был возвращен во владение семьи Клев. Они сами не проживали в замке, но регулярно принимали там гостей. В 1578 году часть замка была разрушена в ходе религиозной войны с Испанией.

## Герцоги Пфальц-Нойбург, XVII — XVIII век
В 1609 году герцог Вильгельм Клеве умер бездетным. Вследствие этого началась борьба за наследство между разными германские князьями. Когда борьба закончилась, разные партии подписали договор Хантен (Verdrag van Xanthen). В договоре было написано, что курфюрст Иоганн III Сигизмунд Бранденбурга и герцог Вольфганг Вильгельм пфальцграф Нойбурга разделят наследство.
Курфюршество Саксонии отрицало этот договор. В 1610 году замок попал в руки Кристиана II фон Саксона. В 1634 году приговор тайного совета в Брюсселе присудил замок Вольфгангу Вильгельму пфальцграфу Нойбурга.
Пфальцграфы Нойбурга были хозяевами замка в 1634—1669 и 1690—1795 годах. Между 1690 и 1795 годами герцогу Филипу Вильгельму Нойренбургу пришлось уступить замок принцам Шварценберг. Это было урегулировано в 1666 году с помощью договора Клеве.
В 1668 и 1675 годах замок был оккупирован французскими войсками. В 1676, 1689 и 1690 годах замок был оккупирован испанскими войсками. В 1690 году французская армия взорвала часть замка. Были разрушены мост, часовня и тюрьма. В 1699 году Иоганн Вильгельм (курфюрст Пфальца) отремонтировал замок.
28 сентября 1708 года произошла битва под Винендале между французскими и союзными войсками. Погибло около 4000 французских и испанских солдат.
В XVII и XVIII веке герцоги не проживали в замке, они использовали замок как имущество, приобретённое в целях получения доходов. В основном вырубка леса приносила большую прибыль. В середине XVIII века тогдашней хозяин Карл Теодор фон Нойбург — Цульзбах решил построить сеть мощёных дорог в Западной Фландрии. Винендале — Торхоут была узловой точкой.

## Французский и Голландский периоды
В 1792 году французские войска напали на Австрийские Нидерланды и прекратили феодальный правопорядок. Замок перешёл в руки французского государства и стал государственной собственностью. В 1811 году Наполеон I Бонапарт уничтожил замок — остались только руины.
В 1825 году территория замка была продана валлонской промышленной группе Lefebvre-Dehults. Они вырубили весь лес Винендале. Из-за банкротства финансиста замок Винендале в конце концов был продан.

## Семья Матью де Винендале, XIX — XXI век
В 1833 году территория замка была продана брюссельскому банкиру Хоссе-Пьер Матью. Между 1837 и 1852 годами он отстроил заново замок и восстановил средневековое оригинальное правое крыло.
Его сын Джозеп Луис Матью перестроил замок в замок на воде. С обеих сторон замка были построены башни. 25 мая 1940 года, после того как нацисты напали на Бельгию, в замке проводились переговоры между королем Леопольдом III и четырьмя членами правительства. Король был главнокомандующим армией и хотел остаться со своими войсками, а не хотел бежать за границу вместе с министрами. Этот конфликт привел к вопросу о легитимности королевской власти.
Семья Матью (с 1953 года Матью де Винендале) до сих пор владельцы замка, они живут в одной из крыльев замка. Другая часть — с 1984 года музей для туристов. В 1980 году лес Винендале стал защищённой культурной ценностью.